# Nek Chand

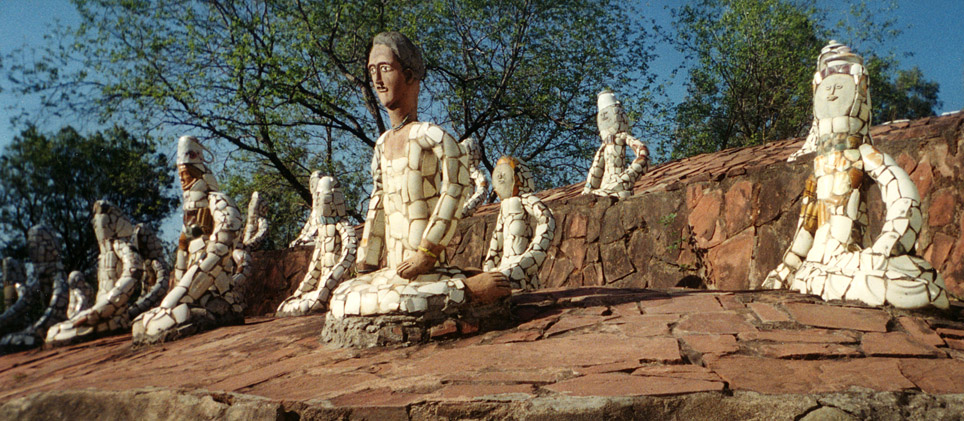
Skulpturer i Rock Garden of Chandigarh, med inläggning av återanvänd keramik.

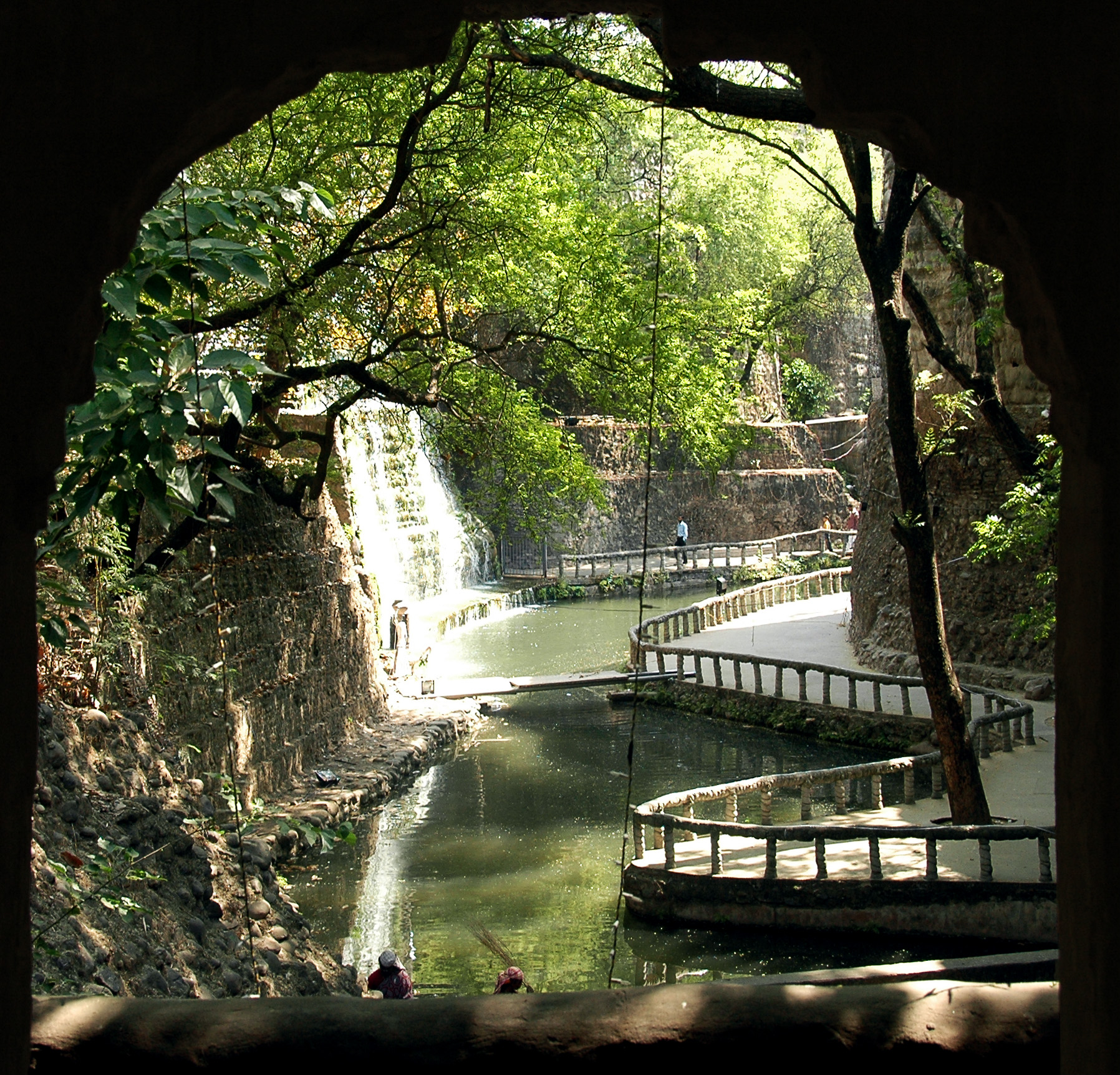
Vattenfall och stig i Rock Garden of Chandigarh.

Nek Chand Saini, född 15 december 1924 i Barian Kalan i Punjab (i nuvarande Pakistan), död 12 juni 2015 i Chandigarh i Indien, var en indisk självlärd skulptör, känd för att ha skapat Rock Garden of Chandigarh i Chandigarh i Indien.
Nek Chand kom från byn Barian Kalan i regionen Shakargarh i distriktet Gurdaspur i Punjab i nuvarande Pakistan. Hans familj flyttade till Delhi vid delningen av Punjab (och Indien) 1947 inför Indiens och Pakistans självständighet. Nek Chand hamnade så småningom i Chandigarh, där han anställdes som väginspektör i Chandigarhs vägmyndighet 1951. På sin fritid började Nek Chand samla material från rivningshus i staden, vid den omfattande omgestaltning av staden som skedde enligt en generalplan av Le Corbusier. Han byggde från 1958 i hemlighet upp en skulpturpark illegalt i en brant ådal utanför den dåvarande stan i ett skogsområde som var fredat från exploatering. Den upptäcktes av myndigheterna först efter 18 år, år 1975, men raserades inte utan blev en för allmänheten tillgänglig park.
Nek Chand anställdes som "Sub-Divisional Engineer, Rock Garden" för att sköta och bygga ut parken, och fick anställda till sin hjälp för detta. Rock Garde of Chandigarh utvecklade sig till att bli en av de best besökta turistattraktionerna i Indien.